# سددا (شهرستان سوزک)
سددا (به لاتین: Sadda) یک روستا در قرقیزستان است که در شهرستان سوزک واقع شده‌است. سددا ۸۲۸ نفر جمعیت دارد.